# Wayne Owens

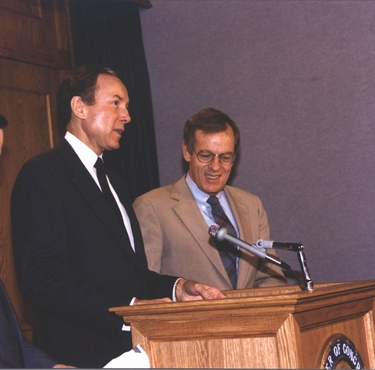
Wayne Owens (rechts) mit US-Senator Orrin Hatch (1989)

Douglas Wayne Owens (* 2. Mai 1937 in Panguitch, Utah; † 18. Dezember 2002 in Tel Aviv, Israel) war ein US-amerikanischer Politiker. Zwischen 1973 und 1975 sowie zwischen 1987 und 1993 vertrat er den zweiten Wahlbezirk des Bundesstaates Utah im US-Repräsentantenhaus.

## Frühe Jahre
Wayne Owens besuchte die öffentlichen Schulen seiner Heimat. Im Jahr 1955 schloss er die Panguitch High School ab. Danach studierte er von 1955 bis 1957 und nochmals von 1960 bis 1961 an der University of Utah in Salt Lake City. Nach einem Jurastudium, das er ebenfalls an dieser Universität absolvierte, machte Owens 1964 seinen juristischen Abschluss. Seine Studienzeit hatte er zwischen 1957 und 1960 unterbrochen, um in Frankreich für seine Mormonenkirche missionarisch tätig zu werden. Nach seiner Zulassung als Rechtsanwalt arbeitete er in diesem Beruf.

## Politische Laufbahn
Owens wurde Mitglied der Demokratischen Partei. In den folgenden Jahren und Jahrzehnten arbeitete er für die US-Senatoren Frank Moss aus Utah, Robert F. Kennedy aus New York und Edward Kennedy, dessen Bruder, aus Massachusetts. 1968 und 1980 war er Delegierter zu den Democratic National Conventions. In diesen Jahren war er auch in den westlichen Bundesstaaten Wahlkampfleiter der Präsidentschaftswahlkämpfe von Robert und später Edward Kennedy.
1972 wurde Wayne Owens in das US-Repräsentantenhaus gewählt, wobei er den republikanischen Amtsinhaber Sherman P. Lloyd mit 55 % der Wählerstimmen bezwang. Damit konnte er zwischen dem 3. Januar 1973 und dem 3. Januar 1975 eine Legislaturperiode im Kongress absolvieren. Bei den Wahlen des Jahres 1974 verzichtete er auf eine erneute Kandidatur. Stattdessen kandidierte er erfolglos für den US-Senat.
Zwischen 1975 und 1978 war Owens Leiter der Mormonenmission in Montreal. Danach arbeitete er als Rechtsanwalt in Salt Lake City. Im Jahr 1984 kandidierte er erfolglos für das Amt des Gouverneurs von Utah; er unterlag dem Republikaner Norman H. Bangerter. Bei den Kongresswahlen des Jahres 1986 schaffte er die Rückkehr in das US-Repräsentantenhaus, wo er am 3. Januar 1987 David Smith Monson ablöste. Nach einigen Wiederwahlen konnte er sein Mandat bis zum 3. Januar 1993 ausüben. Im Jahr 1992 bewarb er sich nicht mehr um eine weitere Amtszeit. Stattdessen kandidierte er nochmals für den US-Senat. Auch diese Kandidatur blieb, wie die von 1974, erfolglos.

## Weiterer Lebenslauf
Nach seinem Ausscheiden aus dem Kongress zog sich Owens teilweise aus der Politik zurück. Er verfolgte aber weiterhin die politische Entwicklung. Während seiner Zeit als Politiker hat sich Owens für die Umwelt eingesetzt. Er unterstützte auch das sogenannte Central Utah Project, mit dessen Hilfe die Wasserversorgung der zentralen Region des Staates verbessert werden sollte. Er war seinerzeit gegen den Vietnamkrieg und setzte sich für eine Friedenslösung im Nahen Osten ein. Zu diesem Zweck gründete er das Center for Middle East Peace and Economic Cooperation. Wayne Owens starb am 18. Dezember 2002 während einer Reise in den Nahen Osten in Tel Aviv, wo er weitere Friedensgespräche führen wollte. Er war mit Marlene Wessel verheiratet, die er Ende der 1950er Jahre während seiner missionarischen Tätigkeit in Frankreich kennengelernt hatte.